# Chochoł (postać fantastyczna)

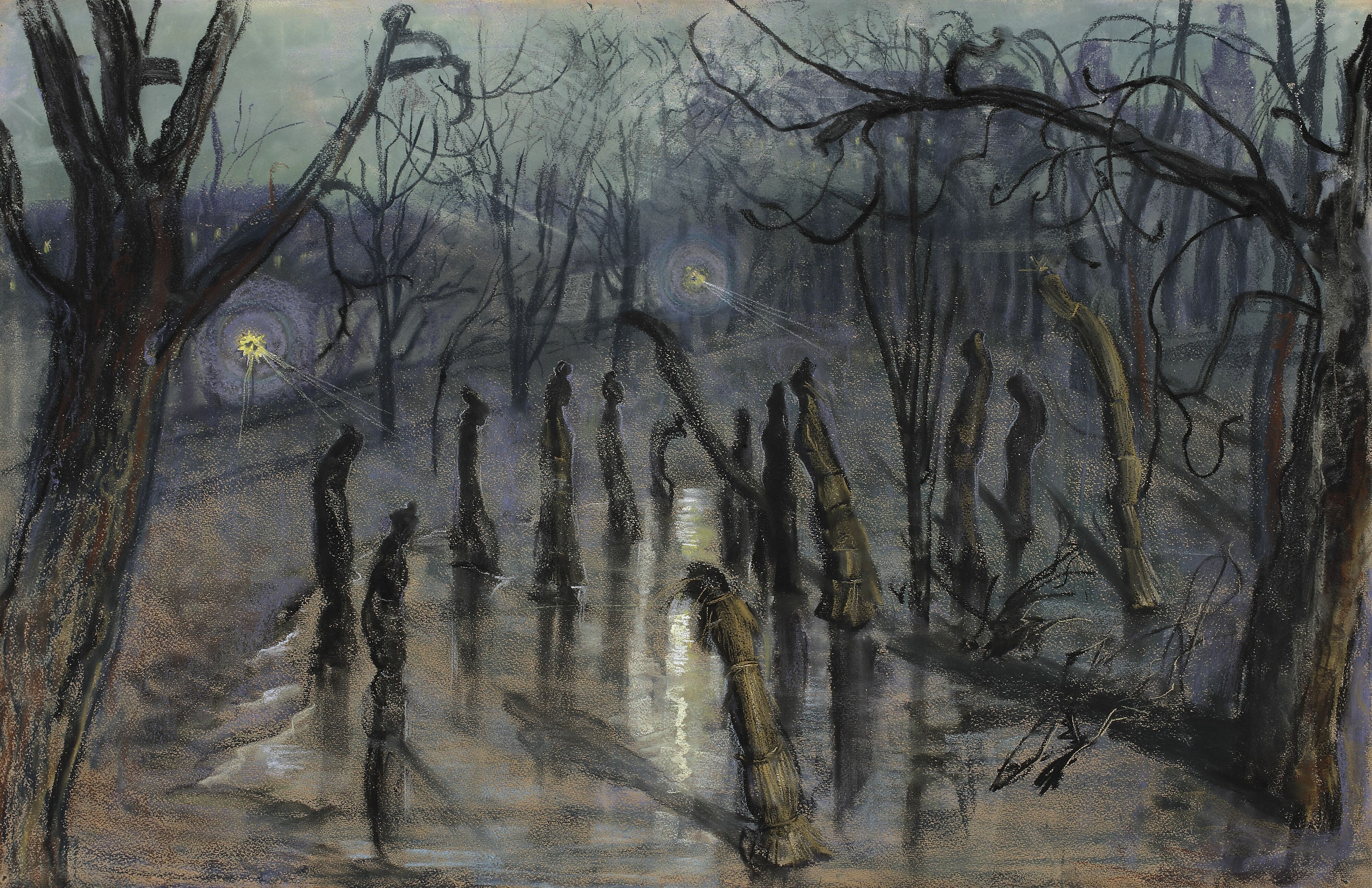
Stanisław Wyspiański, Chochoły, 1899

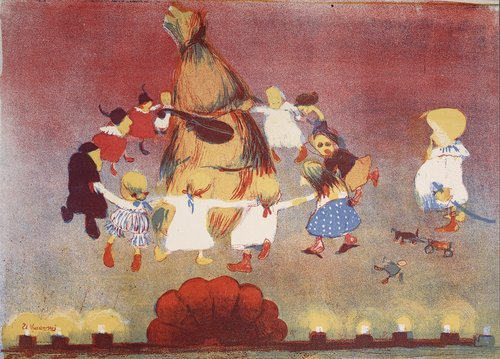
Stanisław Kuczborski, Taniec Chochoła ze sztuki S. Wyspiańskiego Wesele, 1904

Chochoł – postać fantastyczna (osoba dramatu) pojawiająca się w dramacie Stanisława Wyspiańskiego Wesele.
Chochoł jest konstrukcją ze słomy zakładaną zimą na delikatne rośliny, by uchronić je przed zimnem. Postać ta w utworze po raz pierwszy ukazuje się Isi, która go odpędza. Obrażenie chochoła (według wierzeń ludowych) wiązało się z niebezpieczeństwem, iż stwór ten zacznie płatać figle. W Weselu takim psikusem było rzucenie przez Chochoła zaklęcia na bawiących się gości. W finalnej scenie dramatu Chochoł wprawia weselników (czekających na przybycie Wernyhory i ruszenie do powstania) w senny trans, uniemożliwiający podjęcie jakichkolwiek działań.  
Postać kryje w sobie wiele symbolicznych znaczeń:
- martwicę – symbol zgubnej tradycji,
- symbol współczesnej wegetacji,
- symbol idei odłożonej na przyszłość.

Stanisław Ignacy Witkiewicz „Witkacy” w swoim najpopularniejszym dramacie Szewcy nawiązuje do Chochoła Wyspiańskiego, wprowadzając go w trzecim akcie utworu, parodiując na swój sposób Wesele.
W adaptacji filmowej Andrzeja Wajdy głosu Chochołowi użyczył Czesław Niemen.